# Canton de Grignols (Gironde)
Pour les articles homonymes, voir Canton de Grignols.
Le canton de Grignols est une ancienne division administrative française située dans le département de la Gironde, en région Aquitaine.

## Géographie
Ce canton était organisé autour de Grignols, dans l'arrondissement de Langon. Pour une altitude moyenne de 123 m, son altitude variait de 49 m (Grignols) à 167 m (Cours-les-Bains), ce qui en fait le point le plus haut de la Gironde (lieu-dit de Samazeuilh).

## Composition
Le canton de Grignols regroupait dix communes et comptait 3 093 habitants (population municipale) au 1er janvier 2011.
| Nom                  | Code Insee | Intercommunalité | Superficie (km2) | Population (dernière pop. légale) | Densité (hab./km2) |
| -------------------- | ---------- | ---------------- | ---------------- | --------------------------------- | ------------------ |
| Grignols (chef-lieu) | 33195      | CC du Bazadais   | 22,70            | 1 155 (2014)                      | 51                 |
| Cauvignac            | 33113      | CC du Bazadais   | 5,51             | 163 (2014)                        | 30                 |
| Cours-les-Bains      | 33137      | CC du Bazadais   | 10,43            | 212 (2014)                        | 20                 |
| Labescau             | 33212      | CC du Bazadais   | 5,99             | 103 (2014)                        | 17                 |
| Lavazan              | 33235      | CC du Bazadais   | 8,97             | 255 (2014)                        | 28                 |
| Lerm-et-Musset       | 33239      | CC du Bazadais   | 36,87            | 491 (2014)                        | 13                 |
| Marions              | 33271      | CC du Bazadais   | 16,32            | 182 (2014)                        | 11                 |
| Masseilles           | 33276      | CC du Bazadais   | 6,72             | 147 (2014)                        | 22                 |
| Sendets              | 33511      | CC du Bazadais   | 8,36             | 352 (2014)                        | 42                 |
| Sillas               | 33513      | CC du Bazadais   | 7,63             | 107 (2014)                        | 14                 |

## Démographie
| 1962  | 1968  | 1975  | 1982  | 1990  | 1999  | 2006  | 2011  |
| ----- | ----- | ----- | ----- | ----- | ----- | ----- | ----- |
| 3 577 | 3 235 | 2 950 | 2 719 | 2 559 | 2 648 | 2 875 | 3 093 |

## Histoire
- De 1833 à 1848 les cantons de Bazas et de Grignols avaient le même conseiller général. Le nombre de conseillers généraux était limité à 30 par département[4].

## Administration

### Conseillers généraux de 1833 à 2015
| Période | Période          | Identité                                | Étiquette              | Qualité |
| ------- | ---------------- | --------------------------------------- | ---------------------- | --- |
| 1833    | 1839             | Raymond Bayle                           |                        | Propriétaire, maire de Bazas                                                                                      |
| 1839    | 1848             | Joseph Henri Galos                      | Majorité ministérielle | Négociant à Bordeaux Député (1837-1848)                                                                           |
| 1848    | 1852             | Jean-Baptiste Elzéar de Sabran-Pontevès |                        | Propriétaire à Grignols                                                                                           |
| 1852    | 1861             | Théodore Thiérion                       | Majorité dynastique    | Colonel, gouverneur du château de Saint-Cloud Député (1852-1863)                                                  |
| 1861    | 1867             | Vicomte Charles de Borelli              |                        | Général de division, rentier                                                                                      |
| 1867    | 1886             | Prosper Faugère                         | Droite                 | Maire de Grignols                                                                                                 |
| 1886    | 1893 (décès)     | Marquis Foulques de Sabran de Pontevès  | Droite royaliste       | Ancien officier d'infanterie Propriétaire à Grignols                                                              |
| 1893    | 1898             | Roger Dutrénit                          | Républicain            | Notaire, propriétaire à Bazas                                                                                     |
| 1898    | 1900 (démission) | Morin Mothes                            | Républicain            | Propriétaire à Bazas, conseiller d'arrondissement                                                                 |
| 1900    | 1919             | Georges Ferrand                         | Républicain            | Propriétaire, maire de Birac                                                                                      |
| 1919    | 1940             | Vital Alexis Blanchard                  | Rad.                   | Négociant en bois Propriétaire à Grignols, conseiller d'arrondissement Nommé conseiller départemental en 1943     |
|         |                  |                                         |                        | |
| 1945    | 1958             | Jacques Gauthier                        | SFIO                   | Professeur |
| 1958    | 1970             | André Darcos                            | CNIP                   | Maire de Lerm-et-Musset (1936-1965)                                                                               |
| 1970    | 1976             | Henri Magescas                          | DVD                    | Sylviculteur Maire de Grignols (1958-1977)                                                                        |
| 1976    | 1994             | Pierre Espagnet                         | RPR                    | Sylviculteur Maire de Lerm-et-Musset (1965-2001)                                                                  |
| 1994    | 2001             | Yvon Le Yondre                          | PS                     | Salarié d'un organisme agricole Suppléant du député François Deluga (2008-2012), conseiller municipal de Grignols |
| 2001    | 2008             | Michel Darguence                        | DVD                    | Maire de Lerm-et-Musset (2001-2014)                                                                               |
| 2008    | 2015             | Jean-Pierre Baillé                      | UMP                    | Retraité Maire de Grignols (2008-2019) Président de la Communauté de communes du Bazadais (jusqu'en 2016          |

### Conseillers d'arrondissement (de 1833 à 1940)
Le canton de Grignols appartenait à l'arrondissement de Bazas jusqu'à sa disparition en 1926.
| Période                                  | Période | Identité               | Étiquette           | Qualité |
| ---------------------------------------- | ------- | ---------------------- | ------------------- | --- |
| 1833                                     | 1836    | Bernard Dubalen        |                     | Maire de Grignols                                                                                           |
| 1836                                     | 1848    | Pierre Faugère         |                     | Médecin, maire de Grignols                                                                                  |
|                                          |         |                        |                     | |
| 1877                                     |         | M. Lapeyre             | Bonapartiste        | |
|                                          | 1883    | M. Reboul              | Droite              | Médecin à Grignols                                                                                          |
| 1883                                     | 1889    | Vital Boudey           | Républicain         | Ancien avoué, avocat à Bazas                                                                                |
| 1889                                     | 1895    | Ernest Dèche           | Royaliste           | Médecin, maire de Grignols                                                                                  |
| 1895                                     | 1898    | Morin Mothes           | Républicain         | Avocat, propriétaire à Bazas                                                                                |
| 1898                                     | 1913    | Pierre Dussillol       | Républicain puis RG | Médecin |
| 1913                                     | 1919    | Vital Alexis Blanchard | RG                  | Propriétaire, marchand de bois, conseiller municipal de Grignols                                            |
| 1919                                     | 1931    | Georges Court          |                     | Industriel, propriétaire à Grignols                                                                         |
| 1931                                     | 1940    | Adrien Bladier         | SFIO                | Maire de Grignols                                                                                           |
| 1940                                     |         |                        |                     | Les conseils d'arrondissement ont été suspendus par la loi du 12 octobre 1940 et n'ont jamais été réactivés |
| Les données manquantes sont à compléter. |         |                        |                     | |

## Économie
Agriculture:
- Sylviculture
- Élevage bovin
- Céréales

Industrie:
- Parquet-Lambris à Grignols.
- Scierie à Sillas.
- Palettes en bois à Lavazan.

Tertiaire:
- Gendarmerie, pompiers à Grignols.
- Maison de retraite à Grignols.
- Maison d'accueil spécialisée à Grignols.